# Solna (Polska)
Solna (niem. Gross Sägewitz) – wieś w Polsce położona w województwie dolnośląskim, w powiecie wrocławskim, w gminie Kobierzyce.

## Podział administracyjny
W latach 1975–1998 miejscowość administracyjnie należała do województwa wrocławskiego.

## Historia
Właściciel pałacu Karl Philipp von Harrach (1795–1878) wraz z Leopoldem von Sedlnitzky zajmował się  działalnością dobroczynną, założył pierwsze na Śląsku przedszkole, znajdujące się we wsi. Z pałacem wiąże się legenda o białej damie, młynarczyku i pierścieniu.

## Nazwa
W księdze łacińskiej Liber fundationis episcopatus Vratislaviensis (pol. Księga uposażeń biskupstwa wrocławskiego) spisanej za czasów biskupa Henryka z Wierzbna w latach 1295–1305 miejscowość wymieniona jest w zlatynizownej formie Zelim jako wieś lokowana na prawie polskim iure polonico we fragmencie Zelim est domini Stephani et iacet iure polonico..

## Zabytki

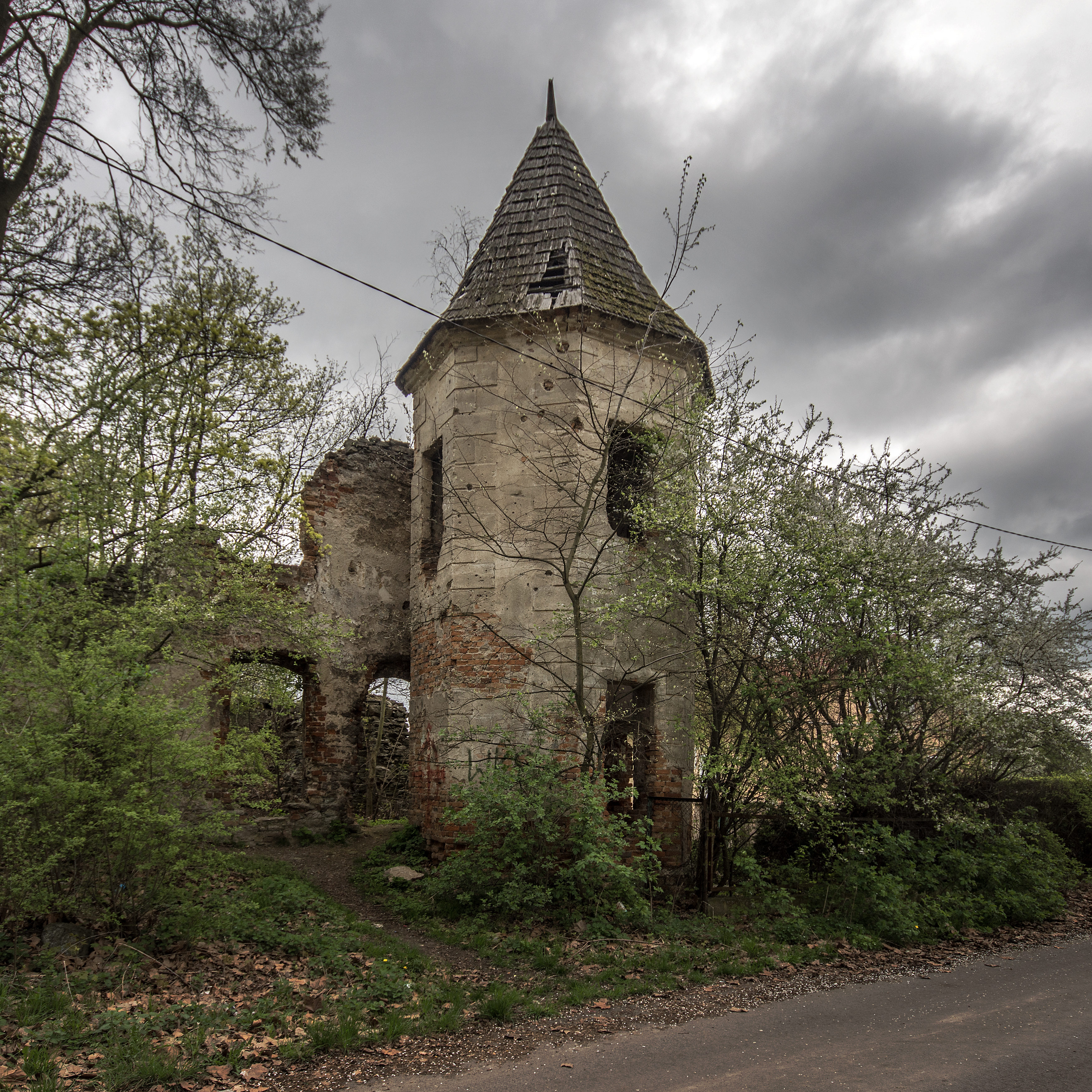
Dwór w Solnej

Do wojewódzkiego rejestru zabytków wpisany jest:
- zespół dworski (pałacowy), z XVII w., XIX w.[8]:
  - ruina dworu[9], wybudowanego w 1614 r. w stylu renesansowym, przebudowanego w XVIII w. Z ośmioboczną, piętrową wieżą, krytą dachem wieżowym. Dwór został zniszczony w 1945 r.
  - park pałacowy[10].

inne
- Pałac w Solnej

## Ludność
Liczba ludności Solnej na przestrzeni ostatnich 2 wieków:
- rok 1866 - 335 mieszkańców
- rok 1887 - 389 mieszkańców
- rok 1938 - 402 mieszkańców
- rok 1946 - 197 mieszkańców
- rok 1966 - 276 mieszkańców
- rok 1980 - 301 mieszkańców
- rok 1994 - 273 mieszkańców
- rok 2006 - 290 mieszkańców
- rok 2009 - 298 mieszkańców
- rok 2011 - 308 mieszkańców

Wykres liczby ludności wsi

## Sport
Na terenie wsi działa Amatorska drużyna sportowa w piłce nożnej Ludowy Klub Sportowe Galakticos Solna (LKS Galakticos Solna). Założona została w 1971 roku. W 2006 roku drużyna została reaktywowana. W sezonie 2019/2020 uzyskała awans do Klasy Okręgowej.